# Taihoro
Taihoro es el yate de la clase AC75 que venció en la 37.ª edición de la Copa América. Su nombre se inspira en las palabras maoríes Taihoro-Nukurangi y se traduce como «Moverse rápidamente como el mar entre el cielo y la tierra».
Navega bajo pabellón neozelandés y pertenece al equipo Team New Zealand, del Real Escuadrón de Yates de Nueva Zelanda.
Fue construido en un astillero exclusivo para él en North Shore y botado bajo una intensa lluvia en la base del equipo en el puerto de Auckland, Nueva Zelanda el 18 de abril de 2024. Posteriormente fue trasladado por carretera al puerto de Tauranga y cargado a bordo del mercante 'Baltic Spring', junto a un cargamento de kiwis. Partió el 22 de mayo con destino al puerto de Tarragona, vía canal de Panamá. Llegó al puerto de Tarragona el día 19, tras una travesía de 28 días y 11.400 millas náuticas. Desde allí fue transportado a la base el equipo en Barcelona por carretera, donde llegó el día 22 y se colocó en el hangar donde había estado el anterior ganador de la Copa, el Te Rehutai, y que había sido utilizado entre el 18 de julio y el 10 de octubre del año anterior para sus entrenamientos en el campo de regatas barcelonés.